# Bundesstraße 285
De Bundesstraße 285 (afgekort: B 285) is een bundesstraße in de Duitse deelstaten Saksen en Thüringen.
De weg begint in Bad Salzungen  op de B62 en eondigt bij afrit Mellrichstadt op de A71.

## Routebeschrijving
Thüringen
De B285 begint in Thüringen bij Bad Salzungen in het dal van de rivier de Werra, circa 25 kilometer ten zuiden van Eisenach, op een kruising met de B62. De weg loopt zuidwaarts door het westelijk deel van het Thüringer Wald. Men komt door Unnshausen, Dermbach, Neidhartshausen, Diedorf (Rhön), Kaltennordheim, Kaltensundheim, Reichenhausen en Melpers. Ten zuiden van het gehucht Melpers  bereikt men de grens met Beieren.
Beieren
De B285 loopt zuidoostwaarts door het oosten van de Rhön. Men komt nog door Fladungen, Nordheim, Ostheim en Stockheim, dan passeert men Mellrichstadt met een ruime rondweg, die de B19 kruist. Daarna sluit de B285  bij afrit Mellrichstadt aan op de A71.
B1 · B2 · B4 · B6 · B6n · B7 · B19 · B27 · B62 · B71 · B71n · B79 · B80 · B81 · B84 · B85 · B86 · B87 · B88 · B89 · B90 · B91 · B92 · B93 · B94 · B95 · B96 · B97 · B98 · B99 · B100 · B101 · B107 · B115 · B156 · B169 · B170 · B171 · B172 · B172a · B172b · B173 · B174 · B175 · B176 · B178 · B180 · B181 · B182 · B183 · B183a · B184 · B185 · B186 · B187 · B187a · B188 · B189 · B190 · B190n · B242 · B243 · B244 · B245 · B245a · B246 · B246a · B247 · B248 · B248a · B249 · B250 · B278 · B280 · B281 · B282 · B283 · B285
B2 · B2a · B2R · B3 · B4 · B4R · B8 · B10 · B11 · B12 · B13 · B13n · B14 · B15 · B15n · B16 · B17 · B18 · B19 · B20 · B21 · B22 · B23 · B25 · B26 · B26a · B27 · B28 · B28a · B29 · B30 · B31 · B31a · B32 · B33 · B33a · B34 · B35 · B36 · B37 · B38 · B38a · B39 · B44 · B45 · B47 · B85 · B89 · B131n · B173 · B276 · B278 · B279 · B285 · B286 · B287 · B289 · B290 · B291 · B292 · B293 · B294 · B295 · B296 · B297 · B298 · B299 · B300 · B301 · B302 · B303 · B304 · B305 · B306 · B307 · B308 · B309 · B310 · B311 · B312 · B313 · B314 · B315 · B316 · B317 · B318 · B319 · B340 · B378 · B388 · B415 · B425 · B426 · B462 · B463 · B464 · B465 · B466 · B467 · B468 · B469 · B470 · B471 · B472 · B491 · B492 · B500 · B505 · B512 · B523 · B532 · B533 · B535 · B588 · B999